# Saint-Michel-de-Vax
Saint-Michel-de-Vax è un comune francese di 72 abitanti situato nel dipartimento del Tarn nella regione dell'Occitania.

## Società

### Evoluzione demografica
Abitanti censiti